# 金崎浩之
金﨑 浩之（かねざき ひろゆき、1963年5月6日 - ）は、日本の弁護士。元暴走族幹部。自称、呼称は「ヤンキー弁護士」。京都外国語大学外国語学部英米語学科卒業、青山学院大学大学院国際政治経済学研究科国際経済学専攻修士課程修了（国際経済学修士）。東京弁護士会所属。妻は弁護士の金崎美代子。株式会社NX所属。

## 経歴
（この節の出典）
1963年、東京都渋谷区笹塚で銀行員の父親と専業主婦の母親との間に出生。幼い頃から素行が悪く、小学校、中学校時代は喧嘩に明け暮れた。中学3年の時は偏差値が38しかなく担任には「全日制高校はどこにも行けない」と言われたが、夏休みから受験勉強を始め、結果都立と2つの私立高に合格し1979年に東京都立秋留台高等学校に入学した。その後、素行は更に悪化し、暴走族「ブラックエンペラー」の東京都小平地区の幹部となり、喧嘩、シンナー吸引、暴走行為で警察に何度も補導される。挙句の果てに他校の番長と駅内で喧嘩をして高校2年の時に高校を無期停学処分となり中退する。俳優の宇梶剛士は、ブラックエンペラー時代の1年先輩。高校中退後、様々なアルバイトを経験したことで学歴の大切さを痛感させられ、東京都立武蔵高等学校定時制に通いながら受験勉強を始め、1983年に京都外国語大学外国語学部英米語学科に合格した。大学時代はESS（英語研究会）に所属し、自分の知識量を増やすために昼夜さまざまなジャンルの本を乱読に次ぐ乱読をした結果、法律学に目覚める。その後学内の英語弁論大会でも優勝を収めESS会長となる。京都外国語大学卒業後、フリーターをしながら司法試験の勉強を始める。アルバイトをしながら予備校に通わず独学で勉強をした。その結果1993年、29歳の時に6度目の挑戦で司法試験に合格、その後2年間の司法修習を経て東京都内の法律事務所へ入り企業法務を手がける一方、東京弁護士会の少年事件や消費者問題等の特別委員会などで活動した。その後見聞を広めると同時に幅広い視野を身につけるため、弁護士活動を中断し1999年8月から2002年5月まで北米、中南米各国、東南アジア、中国を渡り歩き放浪の旅をする。帰国後弱者救済をスローガンに「法律事務所北斗」を開設。社会的、経済的弱者である市民と中小企業のリーガルサポート（法的救済）を中心に、自己破産等の債務整理から離婚、医療過誤、少年事件まで幅広く活動している。その後、事務所を法人化し名称も「弁護士法人ALG&Associates」と改め、同弁護士法人代表として弁護士活動、講演活動、マスコミ取材協力等を行っている。

## 出演番組

### 過去
- スーパーモーニング(テレビ朝日、2007年4月～6月) - 水曜日コメンテーター

## 著書
- 『ヤンキー、弁護士になる　～波乱の半生記～』（講談社）
- 『ヤンキー流法律指南　～スレスレの防衛術～』（講談社）
- 『暴走族と司法試験　～不良の哲学を支える俺の生き方～』（早稲田経営出版）